# اوگدن، میشیگان
اوگدن (به انگلیسی: Ogden Township) یک منطقهٔ مسکونی در ایالات متحده آمریکا است که در شهرستان لناوی، میشیگان واقع شده‌است.
 اوگدن ۱۰۸٫۷ کیلومتر مربع مساحت و ۱٬۰۶۳ نفر جمعیت دارد و ۲۱۵ متر بالاتر از سطح دریا واقع شده‌است.